# تورنين
تورنين (بالإنجليزية: Turnen)‏ هو أحد جبال سلسلة جبال الألب البرنية ويقع في كانتون برن في سويسرا. يحتل المرتبة رقم 372 في قائمة جبال سويسرا من حيث الارتفاع، إذ يبلغ ارتفاعه حوالي 2079 متر، بينما يبلغ ارتفاع نتوء الجبل 343 متر.